# Paul Zane Pilzer
Paul Zane Pilzer é um economista, empresário, professor e o autor de sete livros de grande vendagem.
Ele é um dos mais importantes analistas de tendências de mercado do mundo atual e já foi assessor de dois presidentes norte-americanos para este assunto, George W. Bush e Ronald Reagan. Numa de suas mais espetaculares pesquisas, ainda nos anos 1980 previu o crescimento da informática e da internet nos anos 1990.
Paul Zane Pilzer é um economista renomado mundialmente.  Empreendedor multimilionário, professor adjunto da Universidade de Nova York e autor de vários best-sellers em especial destaque O Próximo Trilhão.
Graduou-se pela Universidade de Lehigh em três anos e recebeu seu MBA em Wharton em 15 meses, com apenas 22 anos. Transformou-se no executivo mais novo do Citibank com 22 anos e seu vice-presidente mais jovem com apenas 25 anos. Aos 24 anos, foi apontado professor  adjunto na universidade de New York, onde ensinou por 21 anos consecutivos.